# Wieksznie
Wieksznie (lit. Viekšniai) – miasto na Litwie, położone w okręgu telszańskim, 13 km od Możejek.

## Historia
Ziemia Wiekszniańska była wzmiankowana w źródłach już w IX wieku.  Sama nazwa pojawia się w zapisach od 1253 roku. Ze źródeł historycznych wiadomo, że w XVI wieku w miejscowości istniał tutaj dwór. Wieksznie były własnością rodzin Górskich i Sapiehów. W 1634 roku wybudowano kościół. Podczas Potopu szwedzkiego w 1656 zniszczona została większa część miejscowości. Pod koniec XVII wieku Wieksznie były ważnym ośrodkiem handlu pomiędzy Litwą a Skandynawią.
25 października 1725 roku Marcin Leopold Szczuka nadał Wiekszniom prawa miejskie i herb własny. Dopiero 15 maja 1792 roku prawa miejskie dla Wiekszni zostały potwierdzone i podpisane przez Stanisława Augusta Poniatowskiego. Pod koniec XVIII i na początku XIX wieku miasto było niszczone często przez różne kataklizmy: zarazy, głodu i ognia.
W XVII wieku w mieście osiedlili się Żydzi. W 1766 roku jest ich 271. W spisie z roku 1775 wymieniono dziesięć nazwisk żydowskich. W 1847 roku ludność żydowska liczy już 1120 osób. Istniała tutaj synagoga. W 1897 roku Żydzi stanowili już 56% ludności miasta.
W XIX wieku w niewielkiej odległości od miasta zbudowano stację kolejową Liepaja-Romno.
Podczas I wojny światowej mieszkańcy miasta zostali deportowani w głąb Rosji. Po wojnie wróciło tylko 300 Żydów. Niektórzy z nich zginęli w walce lub z głodu. Część osób przez port w Odessie(Ukraina) dostało się do Palestyny oraz Ameryki Południowej.
Podczas okupacji hitlerowskiej, w lipcu 1941 roku Niemcy utworzyli getto dla żydowskich mieszkańców. Przebywało w nim około 500 osób. 4 sierpnia 1941 roku zlikwidowano getto, a Żydów zamordowano w Możejkach a część wywieziono do getta w Szawlach. 